# Élections sénatoriales de 2014 dans le Calvados
Les élections sénatoriales de 2014 dans le Calvados ont lieu le dimanche 28 septembre 2014. Elles ont pour but d'élire les trois sénateurs représentant le département au Sénat pour un mandat de six années.

## Contexte départemental
Lors des élections sénatoriales du 21 septembre 2008 dans le Calvados, trois sénateurs ont été élus au scrutin majoritaire : Jean-Léonce Dupont, UDI est à nouveau candidat en 2014 tandis qu'Ambroise Dupont et René Garrec, UMP tous les deux, se retirent. 
Depuis, le collège électoral, constitué des grands électeurs que sont les deux sénateurs sortants, les députés, les conseillers régionaux, les conseillers généraux et les délégués des conseils municipaux, a été renouvelé en quasi-totalité par les élections législatives de 2012 qui ont vu les cinq des six circonscriptions du département élire des députés de gauche contre seulement deux auparavant, les élections régionales de 2010 qui ont conservé à gauche la majorité du conseil régional de Basse-Normandie, les élections cantonales de 2011 à l'occasion desquelles la majorité de droite au conseil général a été consolidée, et surtout les élections municipales de 2014 qui ont été marquées par un net recul de la gauche qui, si elle gagne Vire, perd Ouistreham, Ifs et surtout Caen. 
Mais l'évolution la plus significative pour ce qui concerne le Calvados tient au changement de mode de scrutin, les départements élisant trois sénateurs étant dorénavant concernés par le scrutin à la proportionnelle avec listes paritaires. Le nouveau mode de scrutin pourrait donc faire perdre un siège à la droite malgré sa position dominante dans le département.

## Rappel des résultats de 2008
| Candidat et parti politique | Candidat et parti politique | Candidat et parti politique | Premier tour | Premier tour | Second tour | Second tour |
| Candidat et parti politique | Candidat et parti politique | Candidat et parti politique | Voix         | %            | Voix        | %           |
| --------------------------- | --------------------------- | --------------------------- | ------------ | ------------ | ----------- | ----------- |
|                             | Jean-Léonce Dupont          | NC                          | 925          | 48,45        | 1035        | 54,53       |
|                             | Ambroise Dupont             | UMP                         | 893          | 46,78        | 1014        | 53,42       |
|                             | René Garrec                 | UMP                         | 740          | 38,76        | 898         | 47,31       |
|                             | Clotilde Valter             | PS                          | 516          | 27,03        | 836         | 44,05       |
|                             | Gilles Déterville           | PS                          | 457          | 23,94        | Retrait     | Retrait     |
|                             | Christian Piélot            | PS                          | 427          | 22,37        | Retrait     | Retrait     |
|                             | Henri Girard                | DVD                         | 330          | 17,29        | Retrait     | Retrait     |
|                             | Marc Andreu-Sabater         | PRG                         | 148          | 7,75         | Retrait     | Retrait     |
|                             | Pascale Cauchy              | PRG                         | 132          | 6,91         | Retrait     | Retrait     |
|                             | Marie-Jeanne Gobert         | PCF                         | 100          | 5,24         | 422         | 22,23       |
|                             | Pierre Mouraret             | PCF                         | 91           | 4,77         | Retrait     | Retrait     |
|                             | Gérard Leneveu              | PCF                         | 88           | 4,61         | Retrait     | Retrait     |
|                             | Jean-Pierre Onufryk         | MoDem                       | 78           | 4,09         | Retrait     | Retrait     |
|                             | Christine Bonnissent        | MoDem                       | 75           | 3,93         | Retrait     | Retrait     |
|                             | Josiane Lowy                | Verts                       | 69           | 3,61         | 407         | 21,44       |
|                             | Pascal Giloire              | Verts                       | 55           | 2,88         | Retrait     | Retrait     |
|                             | Sabine Michaux              | Verts                       | 53           | 2,78         | Retrait     | Retrait     |
|                             | Catherine Mahieu            | MoDem                       | 41           | 2,15         | Retrait     | Retrait     |
|                             | Serge Lézement              | MRC                         | 33           | 1,73         | Retrait     | Retrait     |
|                             | Valérie Dupont              | FN                          | 24           | 1,26         | Retrait     | Retrait     |
|                             | Joël Goulet                 | DIV                         | 3            | 0,16         | Retrait     | Retrait     |
|                             |                             |                             |              |              |             |             |
| Inscrits                    | Inscrits                    | Inscrits                    | 1 992        | 100,00       | 1 992       | 100,00      |
| Abstentions                 | Abstentions                 | Abstentions                 | 43           | 2,16         | 51          | 2,56        |
| Votants                     | Votants                     | Votants                     | 1 949        | 97,84        | 1 941       | 97,44       |
| Blancs et nuls              | Blancs et nuls              | Blancs et nuls              | 40           | 2,05         | 43          | 2,22        |
| Exprimés                    | Exprimés                    | Exprimés                    | 1 909        | 97,95        | 1 898       | 97,78       |

## Sénateurs sortants
| Sénateur | Sénateur           | Parti | Fonctions lors de l'élection en 2008                          |
| -------- | ------------------ | ----- | ------------------------------------------------------------- |
|          | Jean-Léonce Dupont | NC    | Sénateur sortant, conseiller général                          |
|          | Ambroise Dupont    | UMP   | Sénateur sortant, conseiller général, maire de Victot-Pontfol |
|          | René Garrec        | UMP   | Sénateur sortant                                              |

## Collège électoral
En application des règles applicables pour les élections sénatoriales françaises, le collège électoral appelé à élire les sénateurs du Calvados en 2014 se compose de la manière suivante :
| Délégués des communes |                        |                       |                       |          |                     |
| | Conseillers municipaux | Délégués / commune    | Communes concernées   | Délégués | % collège électoral |
| Délégués des communes de moins de 9 000 habitants |                        |                       |                       |          |                     |
| - communes de < 100 habitants | 7                      | 1                     | 53                    | 53       | 2,56%               |
| - communes de < 500 habitants | 11                     | 1                     | 397                   | 397      | 19,20%              |
| - communes de < 1500 habitants | 15                     | 3                     | 158                   | 474      | 22,92%              |
| - communes de < 2 500 habitants | 19                     | 5                     | 44                    | 220      | 10,64%              |
| - communes de < 3 500 habitants | 23                     | 7                     | 12                    | 84       | 4,06%               |
| - communes de < 5 000 habitants | 27                     | 15                    | 14                    | 210      | 10,15%              |
| - communes de < 9 000 habitants | 29                     | 15                    | 5                     | 75       | 3,63%               |
| Délégués des communes de 9 000 à 29 999 habitants |                        |                       |                       |          |                     |
| - communes de < 10 000 habitants | 29                     | 29                    | 2                     | 58       | 2,80%               |
| - communes de < 20 000 habitants | 33                     | 33                    | 2                     | 66       | 3,19%               |
| - communes de < 30 000 habitants | 35                     | 35                    | 2                     | 70       | 3,38%               |
| Délégués des communes de 30 000 habitants et plus |                        |                       |                       |          |                     |
| - Caen (108 793 hab.) | 55                     | 153                   | 1                     | 153      | 7,40%               |
| Délégués des communes bénéficiant des dispositions particulières pour les communes fusionnées |                        |                       |                       |          |                     |
| Vire, Honfleur, Douvres-la-Délivrande, Port-en-Bessin-Huppain, Bavent, L'Oudon, Saint-Martin-des-Besaces, Cambremer, Anctoville, Landelles-et-Coupigny, Livry, Vendeuvre, Pont-Farcy, Vacognes-Neuilly, Beaufour-Druval |                        |                       | 16                    | 128      | 6,19%               |
| Délégués des communes | Délégués des communes  | Délégués des communes | Délégués des communes | 1 988    | 96,13%              |
| Conseillers généraux | Conseillers généraux   | Conseillers généraux  | Conseillers généraux  | 49       | 2,37%               |
| Conseillers régionaux | Conseillers régionaux  | Conseillers régionaux | Conseillers régionaux | 21       | 1,02%               |
| Députés | Députés                | Députés               | Députés               | 6        | 0,29%               |
| Sénateurs | Sénateurs              | Sénateurs             | Sénateurs             | 3        | 0,15%               |
| Total | Total                  | Total                 | Total                 | 2067     | 100,00%             |

1. ↑  Dans les communes de moins de 9 000 le conseil municipal élit en son sein des délégués dont le nombre dépend de la taille de la commune.
2. ↑  Dans les communes de 9 000 à 29 999 habitants, tous les conseillers municipaux sont délégués. Il n'y a pas de délégués supplémentaires
3. ↑  Dans les communes de plus de 30 000 habitants, tous les conseillers municipaux sont délégués et, en complément, le conseil municipal désigne des délégués supplémentaires à raison d'un par tranche de 800 habitants au-delà de 30 000 habitants
4. ↑  « Dans le cas où le conseil municipal est constitué par application des articles L. 2113-6 et L. 2113-7 du code général des collectivités territoriales relatif aux fusions de communes dans leur rédaction antérieure à la loi n° 2010-1563 du 16 décembre 2010 de réforme des collectivités territoriales, le nombre de délégués est égal à celui auquel les anciennes communes auraient eu droit avant la fusion. » (Code électoral, article L284)

## Présentation des candidats
Les nouveaux représentants sont élus pour une législature de 6 ans au suffrage universel indirect par les grands électeurs du département. Dans le Calvados, les trois sénateurs sont élus au scrutin proportionnel plurinominal. Chaque liste de candidats est obligatoirement paritaire et alterne entre les hommes et les femmes. 9 listes ont été déposées dans le département, comportant chacune 5 noms. Elles sont présentées ici dans l'ordre de leur dépôt à la préfecture et comportent l'intitulé figurant aux dossiers de candidature,.

### Égalite parentale pour nos enfants
| N° | Candidats | Candidats        | Parti | Principales fonctions                      |
| -- | --------- | ---------------- | ----- | ------------------------------------------ |
| 01 |           | Patrick Levacher | DIV   |                                            |
| 02 |           | Stéphanie Hain   | DIV   |                                            |
| 03 |           | Jean Le Bail     | DIV   |                                            |
| 04 |           | Florence Pommay  | DIV   |                                            |
| 05 |           | Sébastien Dolo   | DIV   | Conseiller municipal de Saint-Pair-sur-Mer |

### Europe Écologie Les Verts
| N° | Candidats | Candidats        | Parti | Principales fonctions        |
| -- | --------- | ---------------- | ----- | ---------------------------- |
| 01 |           | Denis Jagu       | EELV  |                              |
| 02 |           | Noëlle Le Maulf  | EELV  | Conseillère municipale d'Ifs |
| 03 |           | Thomas Jeanne    | EELV  |                              |
| 04 |           | Katell Prigent   | EELV  |                              |
| 05 |           | Francescu Garoby | EELV  |                              |

### Front national
| N° | Candidats | Candidats            | Parti | Principales fonctions           |
| -- | --------- | -------------------- | ----- | ------------------------------- |
| 01 |           | Philippe Chapron     | FN    |                                 |
| 02 |           | Sabine de Villeroché | FN    |                                 |
| 03 |           | Benjamin Piel        | FN    | Conseiller municipal de Lisieux |
| 04 |           | Sandrine Linares     | FN    |                                 |
| 05 |           | Serge Michelini      | FN    |                                 |

### Union pour un mouvement populaire
| N° | Candidats | Candidats              | Parti | Principales fonctions                          |
| -- | --------- | ---------------------- | ----- | ---------------------------------------------- |
| 01 |           | Pascal Allizard        | UMP   | Conseiller général, maire de Condé-sur-Noireau |
| 02 |           | Sophie de Gibon        | DVD   | Maire de Canteloup                             |
| 03 |           | Michel Patard-Legendre | UMP   | Maire d'Ifs                                    |
| 04 |           | Régine Curzydlo        | UMP   | Maire de Vauville                              |
| 05 |           | Cédric Nouvelot        | UMP   |                                                |

### Parti communiste
| N° | Candidats | Candidats           | Parti | Principales fonctions                                               |
| -- | --------- | ------------------- | ----- | ------------------------------------------------------------------- |
| 01 |           | Marie-Jeanne Gobert | PCF   | Vice-présidente du conseil régional, conseillère municipale de Caen |
| 02 |           | Pierre Mouraret     | PCF   | Conseiller régional, maire de Dives-sur-Mer                         |
| 03 |           | Jocelyne Ambroise   | PCF   | Adjointe au maire de Colombelles                                    |
| 04 |           | Gérard Leneveu      | PCF   | Maire de Giberville                                                 |
| 05 |           | Michelle Perraud    | PCF   | Adjointe au maire de Fleury-sur-Orne                                |

### Union des démocrates et indépendants
| N° | Candidats | Candidats             | Parti | Principales fonctions                                   |
| -- | --------- | --------------------- | ----- | ------------------------------------------------------- |
| 01 |           | Jean-Léonce Dupont    | UDI   | Sénateur sortant, président du conseil général          |
| 02 |           | Sonia de La Provôté   | UDI   | Conseilère générale, première adjointe au maire de Caen |
| 03 |           | Hubert Courseaux      | DVD   | Conseiller général, maire de Bonneville-la-Louvet       |
| 04 |           | Clara Dewaële-Canouel | UDI   | Conseillère générale, maire de Crocy                    |
| 05 |           | Alain Declomesnil     | DVD   | Conseiller général, maire de Le Reculey                 |

### Union de la Gauche
| N° | Candidats | Candidats           | Parti | Principales fonctions                      |
| -- | --------- | ------------------- | ----- | ------------------------------------------ |
| 01 |           | François Aubey      | PS    | Conseiller général, maire de Mézidon-Canon |
| 02 |           | Corinne Féret       | PS    | Vice-présidente du conseil régional        |
| 03 |           | Marc Andreu Sabater | PRG   |                                            |
| 04 |           | Édithe Guillot      | PS    | Adjointe au maire de Giberville            |
| 05 |           | Christian Piélot    | PS    | Conseiller général, maire de Sannerville   |

### Sans étiquette
| N° | Candidats | Candidats           | Parti | Principales fonctions |
| -- | --------- | ------------------- | ----- | --------------------- |
| 01 |           | Cédric Suzanne      | DIV   |                       |
| 02 |           | Audrey Kistler      | DIV   |                       |
| 03 |           | Philippe Ducher     | DIV   |                       |
| 04 |           | Christine Le Mazier | DIV   |                       |
| 05 |           | Sylvain Dumont      | DIV   |                       |

### Divers droite
| N° | Candidats | Candidats        | Parti | Principales fonctions             |
| -- | --------- | ---------------- | ----- | --------------------------------- |
| 01 |           | Julien Champain  | DVD   | Conseiller municipal de Cabourg   |
| 02 |           | Brigitte Paturel | DVD   | Maire de Hotot-en-Auge            |
| 03 |           | Julien Vittecoq  | DVD   | Adjoint au maire de Brémoy        |
| 04 |           | Pauline Marsault | DVD   | Conseillère municipale de Cabourg |
| 05 |           | Ludovic Ferré    | DVD   |                                   |

## Résultats
| Tête de liste | Tête de liste       | Liste       | Voix  | %      | Sièges |  |
| ------------- | ------------------- | ----------- | ----- | ------ | ------ |  |
|               | Jean-Léonce Dupont  | UDI         | 660   | 33,23  | 1      |  |
|               | Pascal Allizard     | UMP         | 498   | 25,08  | 1      |  |
|               | François Aubey      | PS-PRG      | 487   | 24,52  | 1      |  |
|               | Marie-Jeanne Gobert | PCF         | 92    | 4,63   |        |  |
|               | Philippe Chapron    | FN          | 90    | 4,53   |        |  |
|               | Julien Champain     | DVD         | 74    | 3,73   |        |  |
|               | Denis Jagu          | EELV        | 68    | 3,42   |        |  |
|               | Cédric Suzanne      | DIV         | 12    | 0,60   |        |  |
|               | Patrick Levacher    | DIV         | 5     | 0,25   |        |  |
|               |                     |             |       |        |        |  |
| Inscrits      | Inscrits            | Inscrits    | 2 064 | 100,00 |        |  |
| Abstentions   | Abstentions         | Abstentions | 34    | 1,65   |        |  |
| Votants       | Votants             | Votants     | 2 030 | 98,35  |        |  |
| Blancs        | Blancs              | Blancs      | 21    | 1,03   |        |  |
| Nuls          | Nuls                | Nuls        | 23    | 1,13   |        |  |
| Exprimés      | Exprimés            | Exprimés    | 1 986 | 97,83  |        |  |